# Abarema killipii
Abarema killipii är en ärtväxtart som först beskrevs av Nathaniel Lord Britton och Ellsworth Paine Killip, och fick sitt nu gällande namn av Rupert Charles Barneby och James Walter Grimes. Abarema killipii ingår i släktet Abarema och familjen ärtväxter. Inga underarter finns listade i Catalogue of Life.